# Drumewo
Drumewo (bułg. Друмево) – wieś w północno-wschodniej Bułgarii, w obwodzie Szumen, w gminie Szumen.
Miejscowość leży na płaskowyżu Prowadijskim.